# Pycnosorus
Pycnosorus es un género de plantas con flores perteneciente a la familia Asteraceae. Son nativas de Australia donde crece en lugares húmedos. Comprende 8 especies descritas y de estas, solo 6 aceptadas.

## Descripción
Las hojas son lineales y forman rosetas basales. Tienen color desde blanco al color verde hierba, están cubiertas por una fina pelusa. Las flores son hemisféricas o esféricas y están formadas por gran cantidad de diminutas flores.
Pycnosorus globosa es una planta ornamental exportada al mundo desde los cultivos del Río Murray. El género se puede propagar por semillas o cortando un rosetón y trasplantarlo.
El género está relacionado con Craspedia. Una forma de distinguir el género es observar si las flores individuales salen directamente de la base (Pycnosorus) o de los pequeños tallos aéreos (Craspedia) .

## Taxonomía
El género fue descrito por George Bentham   y publicado en Enumeratio plantarum quas in Novae Hollandiae ora austro-occidentali ad fluvium Cygnorum et in sinu Regis Georgii collegit Carolus Liber Baro de Hügel 63. 1837. 	La especie tipo es: Pycnosorus globosus F.L.Bauer ex Benth. 

## Alguna especies
A continuación se brinda un listado de las especies del género Pycnosorus aceptadas hasta agosto de 2012, ordenadas alfabéticamente. Para cada una se indica el nombre binomial seguido del autor, abreviado según las convenciones y usos.
- Pycnosorus chrysanthes (Schltdl.) Sond.
- Pycnosorus eremaeus J.Everett & Doust
- Pycnosorus globosus F.L.Bauer ex Benth.
- Pycnosorus melleus J.Everett & Doust
- Pycnosorus pleiocephalus (F.Muell.) J.Everett & Doust
- Pycnosorus thompsonianus J.Everett & Doust